# 维莱德旺丹
维莱尔德旺丹（法語：Villers-devant-Dun）是法国默兹省的一个市镇，属于凡尔登区（Verdun）默斯河畔丹县（Dun-sur-Meuse）。该市镇总面积7.97平方公里，2009年时的人口为65人。

## 人口
维莱尔德旺丹人口变化图示